# This Is Korea!
Pour plus de détails, voir Fiche technique et Distribution.
This Is Korea ! est un film documentaire américain réalisé par John Ford, sorti en 1951.

## Synopsis
Le début de la Guerre de Corée...

## Fiche technique
- Titre : This Is Korea !
- Réalisation : John Ford
- Production : US Navy et Republic Pictures
- Photographie : Charles Bohuy, Bob Rhea et Mark Armistead
- Montage : Inconnu
- Pays de production : États-Unis
- Format : Couleurs - Mono - 35 mm
- Genre : Documentaire
- Durée : 50 minutes
- Date de sortie : 1951

## Autour du film
- Tournage en janvier et février 1951
- Coût de production : 44 885 dollars.
- L'US Navy a commandé ce film à Ford espérant reproduire l'effet de La Bataille de Midway (The Battle of Midway), mais Ford n'est pas dans le même état d'esprit : «Il n'y a rien de glorieux. Ce n'était pas la dernière guerre chevaleresque». Il porte un regard pessimiste sur cette guerre si loin de l'Amérique dont il ne partage pas tout à fait les raisons. Le film ne contient aucun lyrisme patriotique, mais s'interroge sur le sens de cette guerre et la souffrance des combattants comme des coréens.
- Le film est distribué par Republic Pictures et aura une courte carrière.